# Hans Deinum
Johannes Deinum (Hans) Workum, 18 februari 1920 – Heerenveen, 18 februari 2003) was een Nederlands verzetsstrijder tijdens de Tweede Wereldoorlog.

## Biografie

### Jeugd, opleiding en werk
Johannes Deinum wordt op 18 februari 1920 te Workum geboren. Zijn roepnaam is Hans. Hij is de zoon van Taeke Deinum (1886-1966) en Atje de Vries (1892-1971). Taeke heeft een foeragehandel en is Nederlands hervormd. Taeke Deinum trouwt in 1917 met Atje de Vries (1892-1971) die gereformeerd is. Ze wordt met haar man hervormd, zoals toen gebruikelijk. Ze krijgen drie zoons die allemaal in Workum geboren worden: Andries, Johannes en Sipke. Hans gaat direct na de lagere school bij de fietsenmaker aan de slag en daarna bij de smid. Hij werkt later ook bij het vervoersbedrijf dat de bootdienst tussen Workum en Bolsward onderhoudt. Af en toe werkt hij ook in de foeragehandel van zijn vader. 

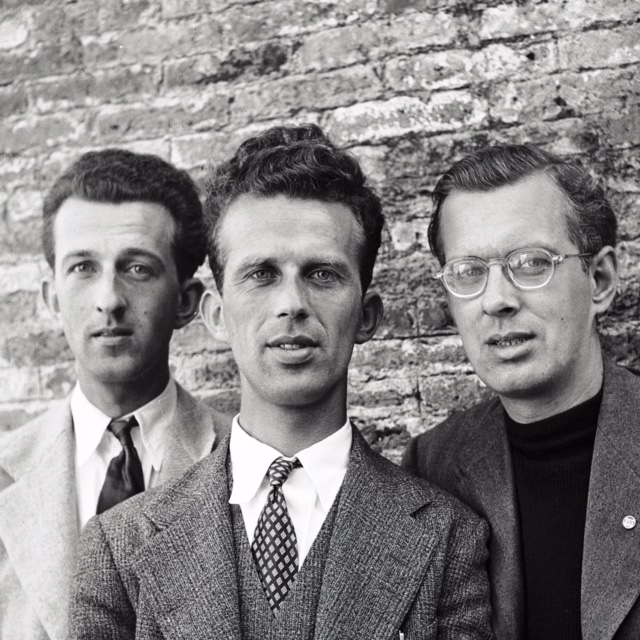
Van link naar rechts de broers: Sipke, Hans en Andries

Na de oorlog verblijft hij vijf jaar in de Verenigde Staten. Hij volgt er een opleiding tot technisch tekenaar. Na terugkeer in Nederland wordt hij vertegenwoordiger bij een bedrijf dat landbouwwerktuigen verkoopt.

### 1940-1945
Hans Deinum raakt al vroeg bij het verzet betrokken. Hij verstrekt al sinds eind 1941 clandestien bonkaarten en krijgt halverwege 1942 te maken met verzorgers van onderduikers, de groep Lever uit Sneek. Deinum gaat rond de April-meistakingen van 1943 naar Sneek en wordt daar lid van de groep Lever, de eerste KP Sneek. Willem Stegenga, Henk Rijpkema, Jan Lever en Piet Faber zijn dan al lid. In mei 1943 duikt Deinum definitief onder, omdat hij zich als krijgsgevangene moet melden.
Rond eind januari 1944 brengt Deinum samen met Jan Lever de Joodse Sylvia Herz, vlak bij Sneek. Deze Sylvia is de dochter van William Herz en Hanna Guttmann. De laatste twee worden vanwege de grote problemen die ze op hun onderduikadressen veroorzaken 's avonds 29 januari 1944 door Gerben Oppewal en huisarts Balthazar Schuling uit Witmarsum geliquideerd. In het voorjaar van 1944 gaat Deinum met Willem Stegenga en anderen naar Leeuwarden. Deze KP Leeuwarden moet verkassen na de overval van de SD - halverwege juli 1944 - op hun opslagplaats. Deinum duikt dan onder in de omgeving van Drachten. Op 21 november 1944 overvallen de Duitsers de boerderij van Reinder de Vries in Opeinde waar Deinum ondergedoken zit. Aan weerskanten vallen er doden. Deinum gaat daarna terug naar Leeuwarden. Daar krijgt hij op 6 december de oproep van Piet Oberman om zich over twee dagen te melden voor een grote kraak, de overval op het Leeuwarder Huis van Bewaring (de Blokhuispoort), op 8 december 1944.

### Acties in de Tweede Wereldoorlog
Maar weinig andere Friese KP'ers zijn betrokken geweest bij zoveel verschillende acties als Hans Deinum. Een kleine opsomming:
- Maken en verspreiden van het Het illegale blad B.B.C.-nieuws.
- De overval op een distributie-ambtenaar in Zurich.
- Overval op het Rijksbureau voor voedselvoorziening in Goënga.
- Stelen van een Oldsmobile uit 1936 door de KP Sneek.
- Boerderij NSB'er Rintje Haagsma uit Workum in brand gestoken.
- De jacht op Pier Nobach.
- Poging om distributiebescheiden in Bolsward buit te maken.
- Tweede overval op het distributiekantoor van Bergum.
- Vervoeren Amerikaanse piloten van Eernewoude naar Workum.
- Blokkade in het Kolonelsdiep bij Kootstertille.
- Duitse overval op de boerderij van Reinder de Vries.
- Kraak Huis van Huis van Bewaring Leeuwarden.

- National Archives and Records Administration: 38975278